# Wissous
Wissous és un municipi francès, situat al departament d'Essonne i a la regió de l'Illa de França.
Forma part del cantó de Savigny-sur-Orge i del districte de Palaiseau. I des del 2016 de la Comunitat d'aglomeració París-Saclay.